# Maia Campbell
Maia Campbell (Takoma Park (Maryland), 26 november 1976) is een Amerikaanse actrice.

## Biografie
Campbell is een dochter van een schrijfster en een architect. Campbell heeft gestudeerd op het Spelman College in Atlanta voor een jaar en is toen uitgestapt om zich te richten op het acteren. 
Campbell begon in 1993 met acteren in de film Poetic Justice. Hierna heeft ze nog meerdere rollen gespeeld in televisieseries en films, het meest bekend is ze van de televisieserie In the House (1995-1999) in de rol van Tiffany Warren voor 72 afleveringen.
Campbell werd in 1996 genomineerd voor de Young Artist Awards in de categorie Best Actrice in een comedy serie voor de televisieserie In The House.

## Filmografie

### Films
Uitgezonderd korte films.
- 2017 Doctor Impostor - als Doreen DuVernay
- 2008 The Rimshop - als Misty
- 2007 Sorority Sister Slaughter – als Rose
- 2005 Envy – als ??
- 2005 The Luau – als Shyann
- 2005 Friends and Lovers - als Lisa
- 2004 Sweet Potato Pie – als Kadja
- 2003 With or Without You – als Teresa
- 2002 The Trial – als Tracy
- 2000 Seventeen Again – als Ashley
- 1999 Trippin’ – als Cinny Hawkins
- 1998 Kinfolks – als Lissa
- 1993 Poetic Justice – als Shante

### Televisieseries
Uitgezonderd eenmalige gastoptredens.
- 1995 – 1999 In the House – als Tiffany Warren – 72 afl.
- 1996 – 1997 Beverly Hills, 90210 – als Mariah Murphy – 2 afl.
- 1994 South Central – als Nicole – 5 afl.

- International Standard Name Identifier: 0000 0004 0848 5110
- Nationale Bibliotheek van Polen: a0000001841706
- Virtual International Authority File: 300973880